# Németi vára
Németi vára (horvátul: Utvrda Nijemci) egy középkori várhely Horvátországban, Vukovár-Szerém megyében, Csótnémeti településen. 

## Fekvése
Csótnémeti központjában, a Gradina nevű magaslaton, a Szent Katalin plébániatemplom mellett és körül állt. 

## Története
A várat a közelgő török veszély hatására valószínűleg akkori tulajdonosai a Lorántfiak építették. Első írásos említése 1461-ben Mátyás király oklevelében történt, melyben meghagyja a boszniai káptalannak, hogy tartson vizsgálatot bizonyos nemphty jobbágyok által elkövetett gyilkosság ügyében.  A Lorántfiak 1478 körül eladták a Szapolyaiaknak. Miután Szapolyai Imre 1487-ben utódok nélkül halt meg a birtokot testvére, Szapolyai István kapta meg. Az ő 1499-es halála után fiai János és György örökölték. Szapolyai György elesett a mohácsi csatában, így testvére János lett a birtokos. A török 1526-ban, Valkóvár eleste után szállta meg. Ezután sorsa nem ismert, valószínűleg a törökellenes felszabadító háborúkban pusztult el. Megmaradt köveit a lakosság hordta szét.

## A vár mai állapota
A várnak felszíni nyoma nem maradt, de a várat körülvevő sáncok alapjai még láthatók a plébániatemplom körül. A templom régészeti kutatása során román stílusú elődjének a falait is megtalálták. A jelenlegi padlószint alatt még két, korábbi réteget fedeztek fel. Az apszis előtti jobb sarokban a római épület maradványait találták. A további ásatások során a Bijelo Brdo-kultúra soros sírjait, valamint egy korábbi, monumentális épület maradványait fedezték fel.